# Жак Деліль

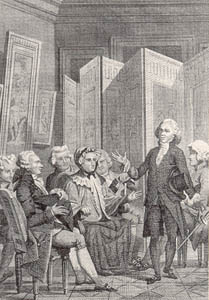
Жак Деліль (стоячи) читає свій вірш La Conversation у паризькому салоні мадам де Жоффрен (сидить). (1812)

Жак Деліль (Jacques Delille; також: абат Деліль, нар. 22 червня 1738 року в Клермон-Феррані, Овернь — пом. 1 травня 1813 у Парижі) — французький поет. Член Французької академії.

## Біографія

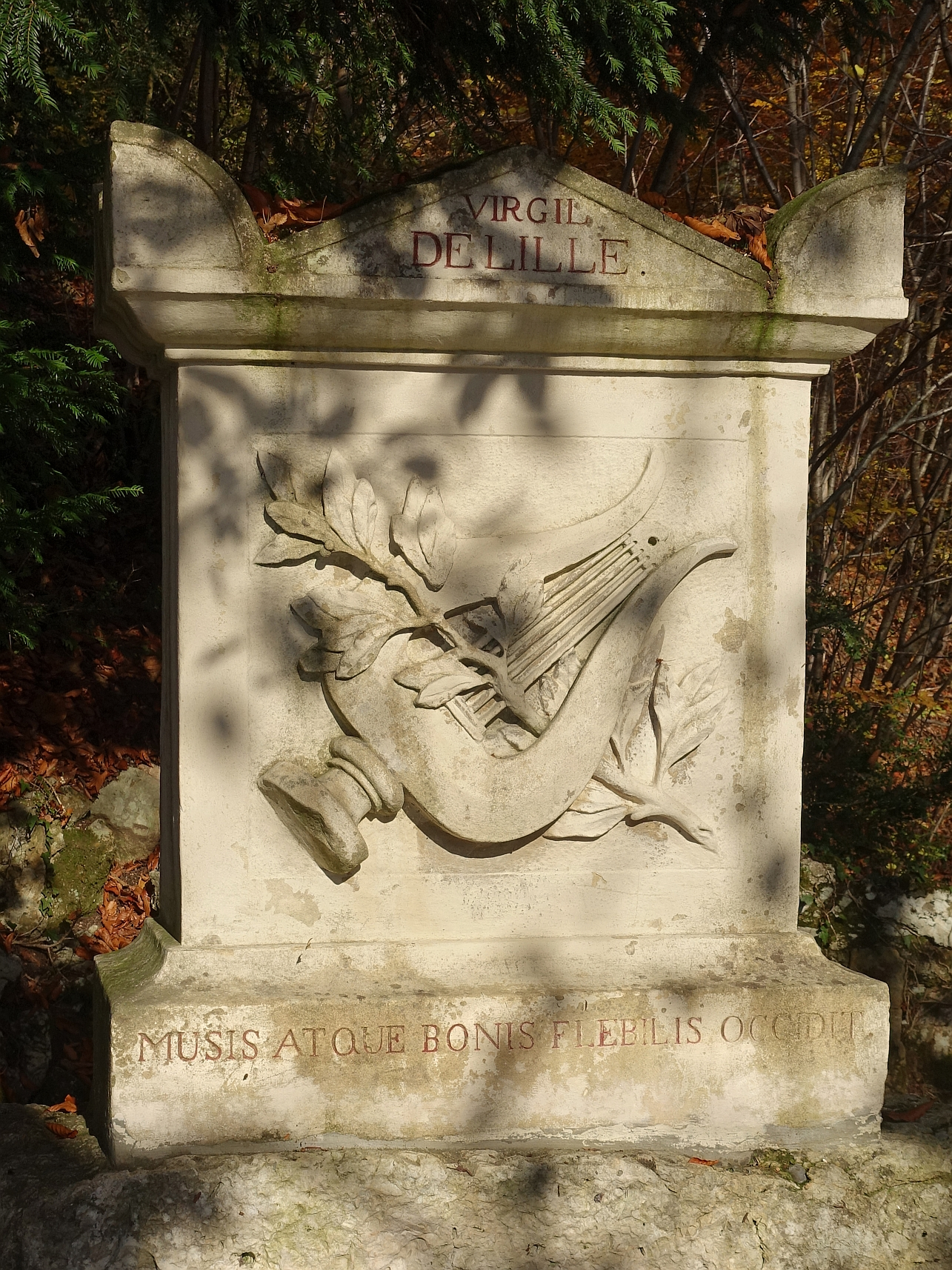
Меморіал знаходиться в Ermitage Arlesheim

Жак Деліль був сином адвоката Монтаньє Деліля і навчався в коледжі Лізьє в Парижі. Після закінчення навчання він став викладачем у гімназіях Бове та Ам'єна, а потім у Парижі. Він рано виявив великий поетичний талант, але став відомим лише в 1769 році своїм перекладом поеми "Георгіки" Вергілія.
Деліль був обраний до Французької академії (крісло 23) у 1772 році як наступник природознавця Шарля Марі де Ла Кондаміна, але його прийом був відкладений до 1774 року через його молодість. Він також став масоном, вступивши до паризької ложі «Les Neuf Sœurs».
Після зміни викладацької посади на посаду професора латинської поезії в Королівському коледжі, Деліль опублікував свою першу велику оригінальну працю в 1782 році, повчальну поему «Сади, або мистецтво покращувати пейзаж» (Les jardins, ou l'art d'embellir les paysages), з якою став дуже популярним, зокрема тому, що був також чудовим декламатором.
Повертаючись із поїздки до Константинополя, де він супроводжував французького посла, дипломата та антиквара Марі-Габріель-Флоран-Огюста де Шуазель-Гуфф'є, Деліль виявив, що Французька революція повністю змінила його життєву ситуацію. Незважаючи на те, що Делілю вдалося зберегти свою свободу, він втратив особистий дохід у 30 000 франків з абатства Сен-Северен, який влашутвав для нього граф Артуа.
Під час директорії він здійснив подорож по Німеччині та Англії й повернувся до Франції в 1802 році. ВІн зумів відновити свою професорську посаду та впливове становище в суспільстві.
Деліль помер 1 травня 1813 року, повністю осліпнувши в останні роки життя.

## Твори
Як автор
- Les Jardins. 1782 рік.
- L'homme des champs, ou les Géorgiques françaises. 1800 рік
- Poésies fugitives. 1802 рік
- Dithyrambe sur l’Être suprême et l'immortalité de l’âme. 1802 рік
- Le malheur et la pitié. 1803 рік
- L'imagination, poème en huit chants. 1806 рік
- Les trois règnes de la nature.. 1809 рік
- La Conversation. 1812 рік
- Œuvres. Michaud, Париж 1824 (16 т.)

Як перекладач
- Vergil: l’Éneïde. 1804.
- John Milton: Le paradis perdu. 1805.
- Vergil: Les Géorgiques. Paris 1782.
- Alexander Pope: l'essai sur l'homme («Essay on man»). Michaud, Paris 1821.